# Saissetia socialis
Saissetia socialis är en insektsart som beskrevs av Hempel 1932. Saissetia socialis ingår i släktet Saissetia och familjen skålsköldlöss. Inga underarter finns listade i Catalogue of Life.